# 최지은 (1998년)
최지은(1998년 5월 21일 ~ )은 대한민국의 아나운서이다.

## 학력
- 동덕여자대학교 중어중문학과 학사

## 경력
- 2023년 울산방송 아나운서
- 2021년 ~ 2022년 SBS 리포터

## 진행 프로그램
- ubc 프라임뉴스 (평일, 주말 당직) (2023년 2월 27일 ~ 현재)
- ubc 뉴스라인 (2023년 2월 27일 ~ 현재)
- 네트워크 현장! 고향이 보인다
- 언제나 영화처럼 (2023년 3월 5일 ~ 현재)
- SBS 오 뉴스 - 네트워크 현장 (울산) (2023년 2월 28일 ~ 현재)
- TV닥터 처방전 (2023년 4월 21일 ~ 2023년 9월 22일/2024년 4월 5일 ~ 현재)

## 과거 진행 프로그램
- 유튜브 윱씨 - 무제(무지하게 재밌고 진지하게 심각한 주제) MC